# Rutland Island, Irland
Rutland Island (iriska: Inis Mhic an Doirn) är en ö i republiken Irland.   Den ligger i grevskapet County Donegal och provinsen Ulster, i den norra delen av landet, 230 km nordväst om huvudstaden Dublin.